# Dehibolo
Dehibolo je gorska vas na jugovzhodu Uzbekistana.
Vas se nahaja pod vršno steno gore Čulbair, v okraju Bojsun (Boysun) pokrajine Surhandarja (Surxondaryo) blizu meje s Tadžikistanom. Znana je kot najvišja vas v Uzbekistanu in kot izhodišče za jamarske raziskovalne odprave na drugo, bolj položno stran Čulbairja, kjer je vhod v jamo Boj-Bulok, ki je najgloblja jama v Osrednji Aziji in ena najglobljih jam na svetu.

## Ime
Dehibolo izhaja iz jezika prebivalcev vasi, tadžiščine, različice perzijščine. Sestavljeno je iz dveh besed: "dehi" – vas in "bolo" – zgornji, kar bi pomenilo zgornja vas, navadno prevedeno kot najvišja vas. Ime zapisujejo v angleških virih tudi kot Dii-Bala, domačini ga izgovarjajo Dijbolo, uradno je zapisano kot Dehibolo, Uzbeki ga včasih pišejo tudi Dexibolo, v ruščini pa Дехиболо, redkeje Дюйбало.

## Lega
Dehibolo se nahaja v jugovzhodnem kotu Uzbekistana, 50 km od meje s Tadžikistanom in 120 km od meje z Afganistanom, na nadmorski višini 1750 metrov. Leži nad reko Zervaroz, pod jugovzhodno vršno steno gore Čulbair (ta ima vrh 3822 metrov nad morjem), enim treh najbolj jugozahodnih izdankov gorske verige Tjanšan. Območje Dehibola, vključno s stranskimi dolinami s sadovnjaki in majhnimi polji, ki jih obdelujejo od pozne pomladi do jeseni, razmejuje Čulbair od zahoda do severovzhoda z goro Kušona (2840 m) na vzhodu in z goro Buzraha (2340 m) od juga do jugozahoda.
Najbližji vasi sta Kurganča (Qurghoncha), 4 km zahodno v dolini, leži na obeh straneh reke Zervaroz, in Alačapan, 5 km severozahodno, ob vznožju jugozahodnega pobočja gore Čulbair. Razdalja od Bojsuna, središča okraja, do Dehibola je 29 km zračne črte in 50 km ali tri do štiri ure vožnje s terencem.

## Zgodovina
Po ustnem izročilu so Dehibolo pred približno 800 leti naselili ljudje iz Bojsuna in Dušanbeja. Visokogorske vasice, kot je Dehibolo, so bile vse do nedavnega samozadostne, še posebej, ker je sneg pol leta prekrival pot v nižino. Živina je dajala meso in mlečne izdelke, v vasi je bil mlin za pšenico in oljarna za laneno olje. Vaščani so tkali preproge iz ovčje in kozje volne, stiskali filc za zimska oblačila, šivali kravje kože. Vas je imela kovača, ljudskega zdravilca in babice za pomoč pri porodih.
Pred več kot sto leti je paša z naraščanjem števila prebivalcev in čred živine postajala vedno večji problem. Dehibolo se nahaja pod 150-200 metrov visoko gorsko steno, na drugi strani grebena pa je položno pobočje, primerno za žitna polja in pašnike, kar vse je bilo zaradi stene nedostopno. Bogata vdova Bibi Šah, ki je imela velike črede ovac in koz, goveda in konj ter je zaposlovala mnogo pastirjev in služabnikov, se je ponudila, da plača izgradnjo široke poti, ki bi prečkala steno. Kamnoseki pod vodstvom mojstra Olima so zahodno od vasi zgradili 500 metrov dolgo pot, ponekod vsekano v steno in na več mestih utrjeno s suhimi vejami. V njeno čast so pot poimenovali "Bibi Šahina pot" (Bibishoh shotisi). Leta 1975 je bila pot prenovljena. Omenjena je tudi v filmu "Pozabljene pesmi" o Bojsunu, režiserja Temurmalika Junusova.
Po besedah Alekseja Arapova, taškentskega pisca o zgodovini in kulturi Srednje Azije, je do sredine dvajsetega stoletja velik lesen idol, s prekrižanima nogama in rokama, sedel v niši visoko v steni Čulbairja nad vasjo. Na ukaz vaškega mule so kip zvrnili s stene in razsekali.
Voda je začela teči v vas leta 1971, ko je bila alkatenska cev, katere konec je na zahodnem vhodu v vas in ki služi kot vaški vodnjak, napeljana iz izvira Hodža Nur nad Dehibolom, pod steno Čulbairja.
Makadamska cesta iz Kurganče, precej krajša od prejšnje mulatjere, je bila zgrajena leta 1982. Leta 1983 so vas priklopili na državno električno omrežje. Ni pa bila napeljava namenjena za napajanje gospodinjskih aparatov in se uporablja predvsem za osvetlitev.

## Gospodarstvo in infrastruktura
Prebivalci Dehibola živijo od živinoreje, poljedelstva, sadjarstva in vrtnarstva, zelo pomembna kultura je detelja. Prevladujejo koze, ovce, nekaj goveda, perutnine, veliko domačinov se ukvarja s čebelarstvom. Osli služijo za prevoz blaga in ljudi na pašnike, manjša polja, sadovnjake in hiše v stranskih dolinah. Od sadja prevladujejo jabolka, dopolnjujejo jih breskve, slive in orehi.
Tako kot v drugih oddaljenih gorskih vaseh okraja Bojsun, kot so Alačapan, Kurganča ali Dugoba, je Dehibolo ohranil prvobitno arhitekturo, kjer so hiše, z izjemo streh iz valovite pločevine, grajene iz lokalno dostopnega lesa, kamna in gline. Zaradi pomanjkanja vode, ki jo je vso treba prinesti peš od vodnjaka sredi vasi ali kakega bližjega manjšega izvira, imajo vse hiše suha stranišča. Kuhajo večinoma na plinskih štedilnikih, s 50-litrskimi jeklenkami utekočinjenega plina, ki jih dobavljajo iz Centra za skladiščenje in distribucijo plina v Dugobi.
Pokritost s signalom mobilne telefonije je zagotovljena prek oddajnikov na gori Buzraha na nasprotni strani doline reke Zervaroz. Doseže tudi višje lege v dolinah vzhodno od Dehibola, kjer poletne hiše niso priključene na električno omrežje. Avtomobilski akumulatorji, ki jih iz vasi vsake toliko časa prinesejo na oslih, služijo za polnjenje telefonov in zagotavljajo skromno večerno osvetlitev.
V dolini pod vasjo, tik nad reko Zervaroz in cesto proti Kurganči, 1455 metrov nad morjem, je močan izvir pitne vode, Holtan Čašma. Povezan je s končnim sifonom v jami Boj-Bulok.

## Družabno življenje in šola
Leta 2024 je bilo v Dehibolu 987 prebivalcev, ki so živeli v 168 gospodinjstvih.
Vas ima 150 let staro mošejo, brez minaretov. Imenuje se »Abu Hanifa« in je bila 31. marca 2021 registrirana s strani Ministrstva za pravosodje pokrajine Surhandarja. Mošejo so pred letom 2021 obnovili vaški obrtniki, pod vodstvom mojstra Tašmuhamada. Stebri in strop mošeje so izdelani iz lesa, okrašenega s cvetličnimi in drugimi dekorativnimi rezbarijami. Pokopališče v Dehibolu se nahaja na vzhodni strani vasi, malo naprej od šole.
Dehibolo ima tudi 11-razredno šolo, šolo št. 19 okraja Bojsun. Obnovljena je bila avgusta 2021. V šolskem letu 2020/2021 se je na njej izobraževalo 224 učencev, pouk pa je bil razdeljen v dve izmeni, dopoldansko za nižje razrede (1-4) in popoldansko za višje razrede.

## Fotogalerija
- Sončni vzhod nad Čulbairjem
- Moški iz Dehibola
- Vas z zahodne strani
- Pogled s konca vasi na vzhod
- Reka Zervaroz
- Kamninski skladi ob vasi
- Sušenje kuriva za zimo
- Hišna številka
- Ulica z veliko skalo
- Pokopališče
- Breskve
- Zelenjavni vrt
- Orehov gaj
- Izvir Holtan Čašma
- Kmetija na grebenu
- Ženska iz Dehibola

## Boj-Bulok
Vas Dehibolo je postala širše znana ob koncu osemdesetih let dvajsetega stoletja kot izhodišče za jamarske odprave v eno izmed zelo globokih jam sveta, jamo Boj-Bulok, ki ima vhod na nadmorski višini 2647 metrov.
Leta 1970 je Mustafo Holmominov, kmet in ljudski zdravilec iz Dehibola, prvi znani raziskovalec, odšel do jame (štiri ure hoda daleč) s svojim sinom. Jamo je prej že večkrat obiskal. Mustafo je šel v jamo sam, a se ni vrnil. Jamski rov je težko prehoden in več poskusov v naslednjih letih, da bi ga vaščani našli, se je končalo brez uspeha. Leta 1985 je skupina ruskih jamarjev, del velike uralske odprave, raziskovala to območje, da bi našla nove jame. V Kurganči so jim povedali zgodbo o Mustafi, šli so naprej do Dehibola in od tam do jame. Po visokem, a zelo ozkem meandru, ki se je počasi vzpenjal 600 metrov daleč približno v ravni črti, so prišli do 27 metrov globokega brezna in na njegovem dnu našli
ostanke Mustafe. V naslednjih poletjih so sledile velike odprave SGS - Jamarskega društva iz Ekaterinburga in ASU – Združenja uralskih jamarjev, v katerih so sodelovali tudi italijanski in angleški jamarji. Leta 1987 so Mustafove posmrtne ostanke vrnili družini, leta 1992 pa je bila dosežena globina (razlika med najvišjo in najnižjo točko jame) 1415 metrov (1158 metrov navzdol, 257 metrov navzgor). S tem je jama postala najgloblja jama v Srednji Aziji.
Dogodki, ki so sledili razpadu Sovjetske zveze leta 1991 in zaprtju južnega Uzbekistana za tujce zaradi preletov ameriških vojaških letal iz oporišča Karši-Kanabad (K2, 150 km SZ od Dehibola) od 2001 do 2005 med vojno v Afganistanu so praktično ustavili raziskovanje Boj-Buloka. Odprave SGS in ASU v Uzbekistan, ki so se nadaljevale leta 2007, so težišče raziskav premaknile iz Čulbairja na sosednji gorski greben, Hodža-Gur-Gur-Ata. Leta 2015 je del ene teh odprav vseeno pregledal greben Čulbairja nad Dehibolom od spodaj in z roba grebena ter odkril več jam, med katerimi je imela najbolj obetavna vhod na nadmorski višini 2522 metrov. Kasneje so jamo imenovali po Aleksandru Višnjevskemu, dolgoletnemu vodji odprav v Boj-Bulok v prejšnjih letih, in jo (stanje leta 2024) raziskali do globine 1283 metrov. Leta 2021 so globino Boj-Buloka povečali na 1430 metrov, leta 2023 pa na 1517 metrov. S tem je jama postala ena izmed najglobljih jam na svetu. Za Dehibolo je zelo pomembno dejstvo, da so rovi jam Boj-Bulok in Višnjevskega del iste jamske družine (razdalja med rovi obeh jam je manj kot sto metrov), in ko bodo odkrili povezavo med obema jamama, bo nastala jama, globoka 2033 metrov. S tem bi Boj-Bulok (po stanju leta 2024) postal tretja najgloblja jama na svetu.

## Fotogalerija Boj-Buloka
- Severna pot do jame
- Tabor odprave
- Vhodna pasaža
- Dno meandra
- Sredina meandra
- Vrh meandra
- Gramoz na dnu
- Z vodo zalito dno
- Dvorana v meandru

 Tu je nekaj fotografij, posnetih med obiskom jame avgusta 2024, v času odprave Čulbair 2024. Več fotografij je v članku o jami.